# Hotchkiss H35
Il carro armato leggero francese Hotchkiss H35 o Char léger modèle 1935 H fu sviluppato prima dello scoppio della seconda guerra mondiale. Esso aveva minore corazzatura e motore più potente rispetto al Renault R35, ma con pari armamento. L'esercito francese adottò entrambi i mezzi, ma preferì nettamente il carro Renault all'Hotchkiss. La corazzatura più leggera era meno adatta al ruolo di appoggio fanteria, ma il veicolo era migliore per la cavalleria meccanizzata e così venne usato, come anche la versione migliorata H-39, che trovò maggiore impiego. Allo scoppio della Seconda guerra mondiale ne erano stati costruiti circa 1200.
Il carro diede buona prova di sé contro i Tedeschi, ma la sua potenza di fuoco era troppo ridotta per competere contro i corazzati nemici. Inoltre le tattiche francesi prevedevano l'uso dei carri armati come mezzi per il supporto della fanteria e non come mezzi da usare in grandi formazioni, diminuendo la sua efficacia. Dopo la resa della Francia nel 1940, i Tedeschi riutilizzarono gli H-39 catturati, modificandoli e adattandoli a nuovi ruoli. Qualche carro fu impiegato dalle forze della Francia Libera e dal Governo di Vichy in Medio Oriente. Fu usato per l'ultima volta dagli Israeliani, che lo ritirarono dal servizio nel 1956.

## Sviluppo e produzione
Nel 1926 l'Esercito Francese decise di provvedere un supporto corazzato alle divisioni di fanteria, creando battaglioni di carri armati "d'accompagnamento", leggeri ed economici. Per questo ruolo il primo carro ad essere scelto fu il Char D1, che però non si dimostrò né particolarmente veloce né economico.
Nel 1933 le fabbriche Hotchkiss, di loro iniziativa, presentarono dei progetti per la produzione di un mezzo più leggero, grazie all'applicazione di nuove tecnologie per la produzione delle sezioni d'acciaio che formavano lo scafo. Il 30 giugno 1933 questa proposta fu accettata dal "Conseil Consultatif de l'Armement". Il 2 agosto 1933 furono rese note le specifiche: un peso di sei tonnellate e una corazzatura da 30 mm. Tre prototipi furono ordinati, ma tutte le industrie francesi furono invitate a proporre alternative. Questo permise alla Renault di battere le Hotchkiss, sviluppando più rapidamente un prototipo da presentare ai test; da questo prototipo discenderà il Renault R35.
Il 18 gennaio 1935 il primo prototipo Hotchkiss, con corazzatura ancora incompleta e senza torretta, fu presentata alla Commissione "d'Expérience du Matériel Automobile (CEMA)". Fu sottoposto a test fino al 4 marzo, quando fu rimpiazzato da un secondo identico prototipo che fu testato fino al 6 maggio. Il 27 giugno 1935 la commissione approvò il progetto, con la promessa che tutte le modifiche necessarie sarebbero state apportate. Il 19 agosto fu consegnato il terzo prototipo, equipaggiato con una torretta APX e con un nuovo scafo; fu sottoposto a test fino al 20 settembre, e quindi accettato.
Il 6 novembre fu commissionato un primo ordine di 200 veicoli. La prima produzione fu consegnata il 12 settembre 1936; nello stesso anno furono aggiunti due ulteriori ordini, rispettivamente di 92 e 108 veicoli. Alla data del 1º gennaio 1937, 132 veicoli erano stati prodotti.
La prima serie di veicoli fu nuovamente testata in maniera intensiva fino al 4 dicembre 1936. Durante questi test si evidenziò che la manovrabilità in campagna era inaccettabilmente scarsa; era infatti praticamente impossibile sterzare in maniera sicura su superfici sconnesse, ponendo in pericolo le vicine truppe di fanteria. La Fanteria decise quindi di accettare solo i primi cento carri per equipaggiare solo due battaglioni: il 12º e l'83º Battaglione di Carri da Combattimento. Non sarebbero state ordinate ulteriori forniture. Gli altri 300 veicoli già prodotti furono offerti alla Cavalleria, che fu comunque obbligata ad accettare, non avendo budget stanziati per l'acquisto di altri mezzi. Dato che le unità di Cavalleria avrebbero fatto maggior uso delle rete stradale e di unità di fanteria autotrasportata, il rischio di incidenti sarebbe stato ridotto. Inoltre l'H35, con i suoi 28 km/h di velocità di punta, era più veloce del corrispettivo Renault R35, e più adatto a coordinarsi con le unità di cavalleria. A ben vedere, però, la velocità media era inferiore, a causa del sistema di trasmissione di inferiore qualità.

## Tecnica
L'Hotchkiss H35 era un veicolo di piccole dimensioni: lungo 4,22 metri, largo 1,95 m, alto 2,15 m, pesante 11 tonnellate. Lo scafo era costituito solamente da sei parti, ottenute da gettata d'acciaio e successivamente saldate tra loro: il ponte del motore, il compartimento del capocarro, la parte anteriore dello scafo, il retro dello scafo e due sezioni longitudinali a sinistra e destra formanti il fondo. Il metodo dei pezzi ottenuti da gettata permetteva di ottenere parti della forma desiderata: in questa maniera fu possibile ottimizzare l'inclinazione dello scafo, aumentando le chance di deflezione dei colpi. Nonostante ciò, il livello di protezione non soddisfaceva i requisiti della Fanteria. Il massimo spessore della corazzatura era di 34 mm, e non dei 40 mm richiesti. Inoltre vi erano persistenti problemi di qualità, peggiorati dal fatto che fu necessario coinvolgere molti sub-appaltatori. Inizialmente l'acciaio della corazzatura era troppo morbido; quando la durezza fu aumentata, divenne fragile, pieno di bolle e quindi di punti deboli.
L'equipaggio era composto da due persone. Il guidatore sedeva nella parte destra anteriore, dietro ad un grande doppio portellone. Guidare questo veicolo era un lavoro piuttosto arduo. L'Hotchkiss era privo del differenziale Cleveland, di cui invece era dotata la controparte della Renault, e rispondeva in maniera imprevedibile agli aggiustamenti di direzione. I freni non erano di grande aiuto: erano infatti troppo deboli, specialmente quando si presentava una discesa. Non meno problematico era il cambio: era difficile inserire la quinta marcia, e questo rendeva praticamente irraggiungibile la velocità teorica di punta di 28 km/h. I carrelli assomigliavano a quelli dell'R35, ma usavano sospensioni a molla orizzontale invece di cilindri di gomma. Il carro era spinto da un motore sei cilindri 3480 cc in grado di erogare 78 hp. L'autonomia era di 129 km, resa possibile da un serbatoio di 180 litri.
Il comandante maneggiava una torretta standard APX, corazzata con 40 mm d'acciaio ed armata con un cannone 37 mm SA 18, in grado di penetrare al massimo 23 mm. Il munizionamento standard era di 100 colpi per il cannone e 2400 colpi per la mitragliatrice MAC 1931C 7,5 mm Reibel. La torretta era munita di un portello sul retro. Il comandante poteva sedere su di esso per una migliore osservazione, anche se ciò lo esponeva all'eventuale fuoco nemico. L'alternativa era combattere chiuso all'interno, utilizzando la cupola di osservazione, che era però priva di portelloni. La Cavalleria non apprezzava né quest'ultima caratteristica, né il cannone, considerato insufficiente. Per rimediare parzialmente a questo problema, furono apportate delle modifiche all'arma, incrementando la velocità d'uscita del proiettile fino a 600 m/s, e la penetrazione fino a 30 mm circa. Comunque questa modifica fu apportata solo ad una piccola parte degli esemplari in servizio.

## Hotchkiss H35 modificato 39

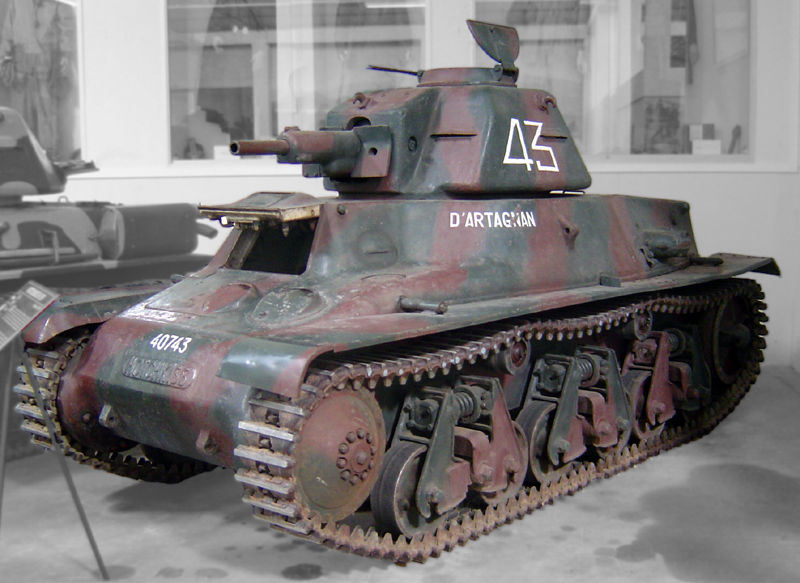
Un H39 a Saumur; questo veicolo fu modificato dai Tedeschi, che installarono un portellone sulla cupola

Siccome la Cavalleria desiderava una velocità di punta migliorata, fu deciso di installare un nuovo motore. Nel 1937 fu costruito un nuovo prototipo, con motore da 120 hp. Per alloggiare il nuovo propulsore lo scafo fu allargato e le sospensioni migliorate. Il peso del mezzo salì a 12,1 tonnellate. Questo nuovo mezzo era in grado di raggiungere 36,5 km/h; per di più era molto più facile da guidare. Vi erano, inoltre, altre differenze: l'autonomia era ridotta a 120 km; la ruota di rinvio diveniva piena; i cingoli più larghi di due centimetri; i battistrada delle ruote in metallo invece che di gomma; la ventilazione per i comparti interni molto più affidabile ed efficace.
Il progetto fu presentato alla Commissione "d'Expérimentations de l'Infanterie" il 31 gennaio 1939. La commissione accettò il nuovo veicolo, con il nome di "Char léger modèle 1935 H modifié 39". Di questo nuovo modello furono prodotte circa 900 unità.
Esiste un po' di confusione attorno al nome designato. Infatti mentre il nome in commissione risultava "Char léger modèle 1935 H modifié 39", negli stabilimenti di produzione era chiamato "Char léger Hotchkiss modèle 38 série D" (il modello H35 era denominato série B). Inoltre, ufficialmente, il nuovo mezzo manteneva il nome H 35, ma, già all'epoca, molti si riferivano a esso chiamandolo 38 H o 39 H.
Nei primi mesi del 1940 fu iniziato un programma di modernizzazione. Ciò includeva l'installazione di episcopi, di nuovi set radio, la sostituzione del cannone con un 37 mm SA 38 L/35 (capace di penetrare 30 mm a 1000 metri); circa 350 veicoli furono modernizzati, di cui una cinquantina di H 35. Il nuovo cannone divenne standard nelle linee di produzione nell'Aprile del '40. Le modifiche furono apportate gradualmente, iniziando dai carri dei comandanti di plotone, compagnia e battaglione; l'obiettivo, comunque, era quello di potenziare tutti i carri prodotti. In realtà solo la metà dei veicoli di comando furono modificati prima dello scoppio della guerra.
Dopo la guerra si assunse, erroneamente, che il nome H 38 fosse destinato ai carri con il nuovo motore ma con il vecchio cannone, mentre il nome H 39 fosse destinato ai carri dotati sia di nuovo cannone che di nuovo motore. In realtà l'H 38 era a tutti gli effetti identico all'H 39.
Parallelamente allo sviluppo del carro Renault R40, per un certo tempo si considerò la possibilità di sviluppare un "Hotchkiss H 40"; questo progetto fu comunque abbandonato.

## Storia operativa
Tre carri Hotchkiss versione "H 39" furono esportati in Polonia nel luglio 1939 per dei test richiesti dall'Ufficio Tecnico per lo Studio dei Mezzi Corazzati Polacchi (pl. Biuro Badań Technicznych Broni Pancernych). Durante l'invasione della Polonia nel 1939, i tre carri Hotchkiss furono usati insieme a tre Renault R 35 nella "mezza-compagnia" del luogotenente J.Jakubowicz, creata ad hoc il 14 settembre 1939 in Kiwerce.
Due veicoli furono esportati in Turchia nel febbraio 1940.
Nell'Aprile 1940, a seguito dell'Operazione Weserübung tedesca, una compagnia dotata di quindici "H 39" (ancora muniti del cannone originale) fu mandata in Norvegia. La compagnia subì il battesimo del fuoco a Narvik, dopo lo sbarco del 7 maggio. Dopo la temporanea liberazione della città, i 12 carri rimanenti furono ritirati in Gran Bretagna l'8 giugno, e si unirono alle Forze della Francia Libera, formando la "1ª Compagnia di Carri Armati della Francia Libera". Nel 1940 e 1941 quest'unità combatté contro le forze del Governo di Vichy in Gabon, e più tardi in Siria.
Quando scoppiò la seconda guerra mondiale, 640 Hotchkiss erano già stati consegnati. Dei 300 "H 35" in dotazione alla Cavalleria, 232 erano assegnati a dieci squadroni, 44 erano in deposito, 8 erano sotto ispezione in fabbrica, e 16 in Nord Africa. Dei 100 usati dalla Fanteria, 90 erano assegnati a due battaglioni di carri, sei erano di riserva e 2 erano usati per l'addestramento. Per quanto riguarda gli "H-39", 16 erano dislocati nei reparti di Cavalleria in Nord Africa, 6 erano in deposito, 180 erano assegnati nella Fanteria a quattro battaglioni di carri e 14 erano di riserva.
Gli Alleati decisero subito di concentrare tutti gli sforzi, per quanto riguarda la produzione di carri armati leggeri, su un unico modello; fu scelto proprio l'Hotchkiss H 39 per la sua buona mobilità. L'obiettivo era costituire una forza sufficiente per gli scontri che si sarebbero sicuramente svolti nel 1941. Le acciaierie Britanniche e Portoghesi avrebbero aiutato le industrie francesi producendo le parti ottenute per fusione. La speranza era di incrementare la produzione a 300 esemplari al mese per l'Ottobre del '40 e fino a 500 al mese per il marzo 1941; le parti di 75 di questi mezzi sarebbero state fornite dalla Gran Bretagna, in cambio di nove carri armati B1 al mese. Questo dato di produzione può essere comparato con quelli del Renault R40: per questo modello erano infatti prevista la produzione di solo 120 esemplari al mese, riflesso della scarsa importanza ora attribuita al ruolo di supporto fanteria.
Tutta questa pianificazione fu comunque distrutta dall'invasione tedesca. Molti Hotchkiss furono concentrati in unità motorizzate più grandi, a sostegno dei carri armati pesanti; tuttavia furono mal assegnati. Infatti i lenti H35 furono messi al fianco dei più veloci SOMUA S35, mentre i veloci H39 furono assegnati ai lenti B1. La grande maggioranza di questi veicoli era ancora dotata del cannone originale. Dopo l'invasione furono costituite delle unità di soli Hotchkiss; in questo caso erano quasi tutti nuovi veicoli usciti dagli stabilimenti, e quindi già dotati del cannone più lungo. In maggio la produzione toccò i 122 mezzi; una fotografia d'epoca mostra un H 39 con il numero di serie 41200, che dimostra che durante giugno furono prodotti almeno altri 121 veicoli, per un totale di 1200 (senza includere i prototipi). Con la resa della Francia il 25 giugno, la produzione si interruppe.

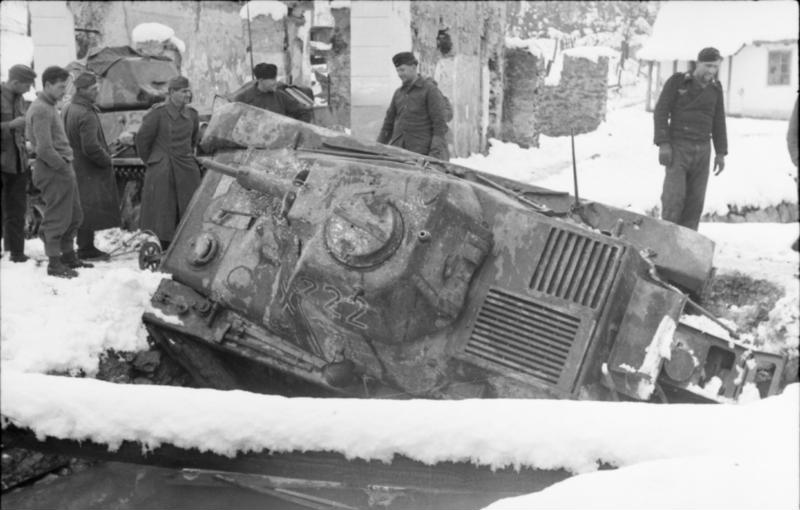
Panzerkampfwagen 38H 735(f) usato dai Tedeschi in Jugoslavia nel 1942

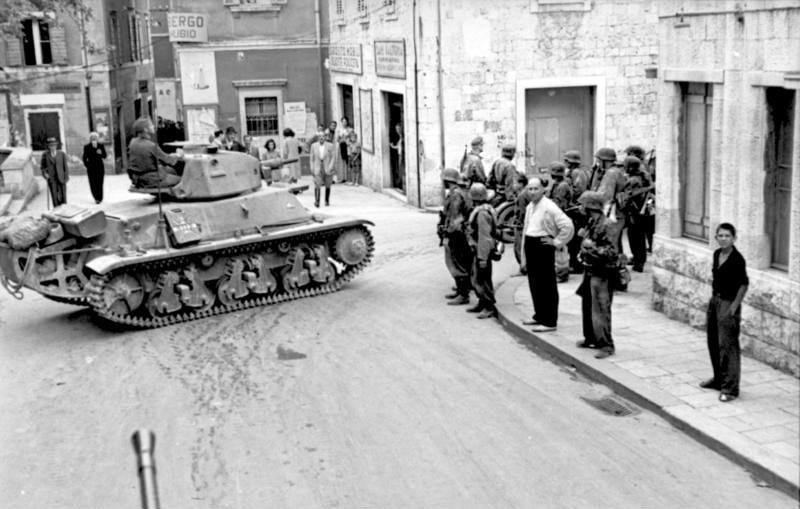
Un Hotchkiss utilizzato dai Tedeschi a Spalato nel 1943

Circa 550 Hotchkiss furono catturati e riutilizzati dalle truppe Tedesche con la denominazione di Panzerkampfwagen 35H 734(f) o Panzerkampfwagen 38H 735(f); perlopiù vennero impiegati in ruoli concernenti l'occupazione dei territori francesi. Alcuni vennero utilizzati in Finlandia durante l'operazione Barbarossa; i plotoni ivi disposti era costituiti da un SOMUA S35 e 4 carri Hotchkiss. Come i Francesi, i Tedeschi stessi non fecero chiare distinzioni fra "H 38" e "H 39". Molti dei carri catturati furono modificati, aggiungendo un portellone in cima alla cupola. Altri furono trasformati in carri per il trasporto di munizioni ed altri ancora in trattori per artiglieria (Artillerieschlepper 38H(f)) o lancia-razzi (Panzerkampfwagen 35H(f) mit 28/32 cm Wurfrahmen). Nel 1942, 24 furono convertiti in cacciacarri (7,5 cm PaK40(Sf) auf Geschützwagen 39H(f)), mentre altri 48 furono convertiti in artiglieria meccanizzata (10,5 cm leFH18(Sf) auf Geschützwagen 39H(f)). Infine, alcuni furono modificati come carri d'osservazione per le artiglierie (Panzerbeobachtungswagen 38H (f)). Nel giugno 1943 erano ancora in servizio presso l'esercito tedesco 361 Hotchkiss; nel dicembre 1944 il numero era decresciuto a 60.
Nel 1943 la Germania cedette 19 carri "H 39" alla Bulgaria e, nel 1944, altri 15 Hotchkiss H-39 furono consegnati all'Ungheria e un'altra piccola quantità alla Croazia.
Ai 27 veicoli inquadrati nella 1e Régiment de Chasseurs d'Afrique, stanziata in Nord Africa, (13 H35 e 14 H39), fu consentito, dalle condizioni dell'armistizio, di rimanere in loco; nel novembre 1942, vicino a Casablanca, combatterono contro gli Alleati durante l'Operazione Torch, distruggendo 4 M3 Stuart. Con la conquista del Nord Africa, il reggimento si unirà agli Alleati, e verrà re-equipaggiato con carri M4 Sherman nell'estate del '43.
Dopo la fine della Seconda Guerra Mondiale, alcuni carri Hotchkiss furono utilizzati dalle Forze di Sicurezza nelle colonie e in Germania. Dieci "H 39" furono venduti clandestinamente ad Israele e spediti da Marsiglia ad Haifa nel 1948. Almeno uno di questi rimase in servizio nelle Forze di difesa israeliane fino al 1952.

## Esemplari sopravvissuti

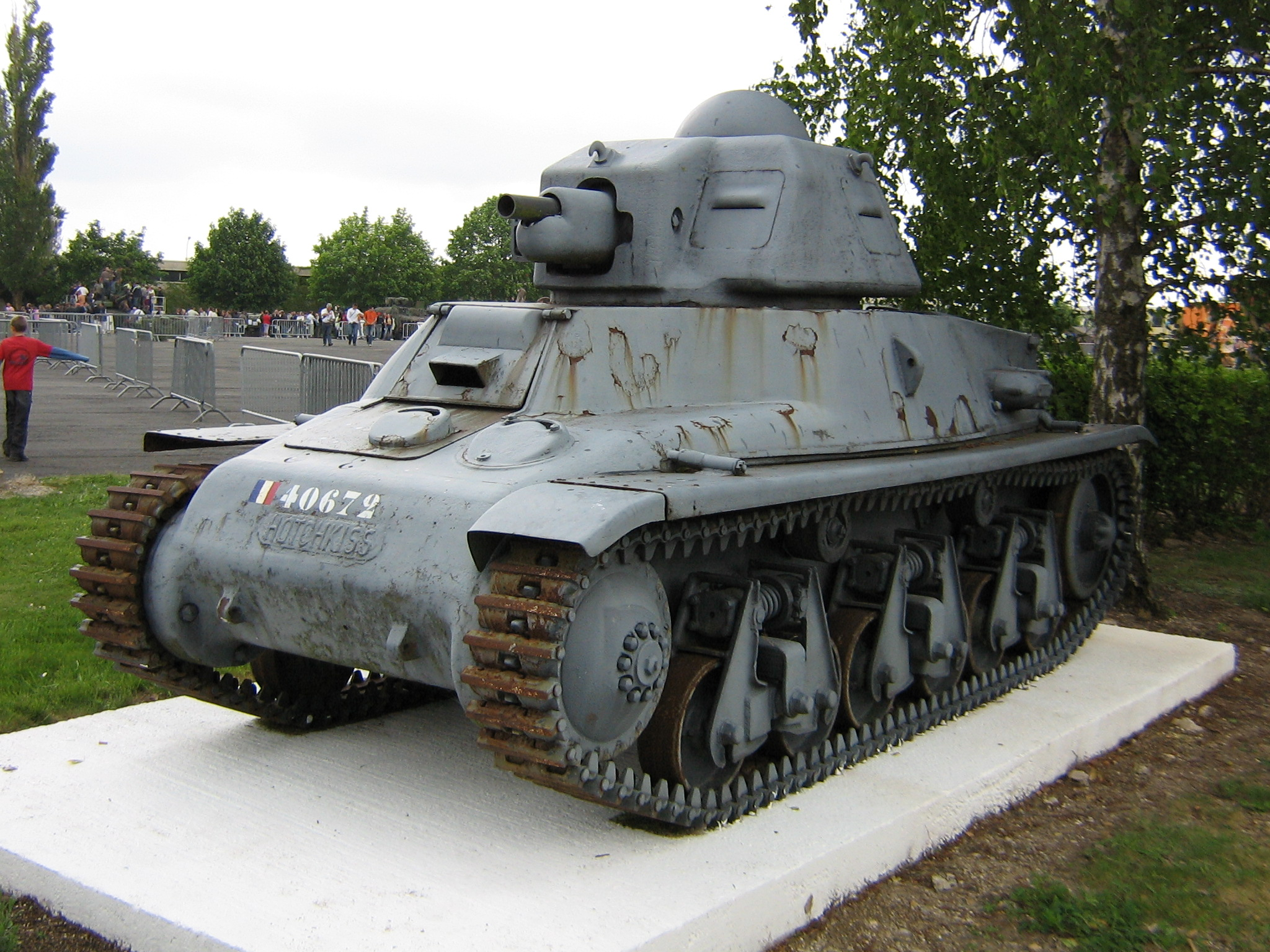
H39 con torretta del R35 in mostra a Mourmelon-le-Grand

Un Hotchkiss H35 e nove H39 sono sopravvissuti fino ad oggi; tutti gli H39 appartengono al gruppo che fu modificato dai tedeschi durante la Seconda Guerra Mondiale.
Il solo esemplare di Hotchkiss H35 non modificato fu scoperto nel dicembre 2008 a 200 metri dalla costa, nella spiaggia di Sainte-Cecile, Camiers, Pas-de-Calais, Francia. È unicamente uno scafo senza torretta, molto probabilmente un residuo della Battaglia di Dunkerque. L'esemplare fu recuperato ed assegnato al Museo dei Blindati di Saumur (Musée des Blindés). Attualmente è stato pianificato il suo restauro, che tuttavia si sta dimostrando molto difficile e costoso.
Un carro H39 è attualmente in mostra in una piazza di Narvik, come memoriale della battaglia di Narvik del 1940. Un secondo veicolo fa parte della collezione Pansarparken a Rena Leir, sempre in Norvegia. Un terzo esemplare posseduto dalla Norwegian Arquebus Krigshistoriske Museum è stato comprato dalla Kevin Wheatcroft Collection e portato in Inghilterra. In Francia, il Musée des Blindés di Saumur espone un esemplare tuttora funzionante. Un altro esemplare, restaurato con la torretta di un R35 e dotato di un finto cannone, è utilizzato come monumento a Mourmelon-le-Grand, sempre in Francia. Un altro Hotchkiss è esposto ad Užice, in Serbia. Il Museo Nazionale Bulgaro della Storia Militare espone uno dei veicoli utilizzati dalle forze di polizia bulgare. A Latrun in Israele il museo Yad la-Shiryon espone uno dei carri utilizzati dalle Forze di difesa israeliane. In Russia il museo di Kubinka possiede un H39 funzionante, catturato durante la guerra nel 1944.

## Versioni
- H35 (1935).

Prima versione del carro. Motore da 78 hp. Prodotto in 400 unità.
- H35 modello 38

Coincide con il modello H35 modificato 39.
- H35 modificato 39 (1939).

Motore da 120 hp, scafo allargato e sospensioni migliorate. Prodotto in 800 unità circa.

## Utilizzatori
Bulgaria
Nel 1943 il Regno di Bulgaria richiese alla Germania una fornitura di carri armati da impiegare per l'addestramento degli equipaggi e per azioni di polizia. Si trattava di 10 PzKpfw I, 25 Panzer II, e 10 Renault R.35. Non avendo più disponibili tali mezzi (i Panzer I erano originariamente mezzi nati per l'addestramento, ma da tempo erano stati tutti trasformati per altri scopi; il Panzerjäger I ne è un esempio), nel febbraio 1944 i tedeschi assegnarono all'esercito bulgaro una fornitura di 19 carri Hotchkiss H.39 e sei SOMUA S.35 in sostituzione dei precedenti.. I carri francesi vennero assegnati alla polizia e destinati alla lotta antipartigiana. Alla fine dal mese di agosto 1944, con il deteriorarsi dell'amicizia bulgaro-tedesca, venne a cessare la fornitura di qualsiasi pezzo di ricambio destinato alle forze corazzate bulgare. Nei primi giorni del settembre 1944 la guerriglia partigiana contribuì al compirsi di un colpo di Stato, che fece cadere il governo filotedesco del Primo Ministro Bogdan Filov. A partire dal 5 settembre le forze armate bulgare attaccarono, supportate dai mezzi corazzati disponibili della Bronirana brigada, le forze tedesche presenti sul territorio nazionale, costringendole alla ritirata, e catturando molti prigionieri. Con la fine della guerra i carri Hotckhiss H.39 vennero brevemente utilizzati dalle unità di polizia..
 Croazia
- esercito dello Stato Indipendente di Croazia

 Francia
- Armée de terre

1200 esemplari
 Germania
- Heer

550 esemplari
 Israele
- Forze di difesa israeliane

10 esemplari
 Polonia
- esercito polacco

3 esemplari
 Ungheria
- esercito del Regno di Ungheria

15 esemplari
 Partigiani jugoslavi